# Monte di Rontana
Il Monte di Rontana è una piccola altura (482 m) del medio Appennino faentino, situata nel territorio comunale di Brisighella, in provincia di Ravenna.

## Geografia

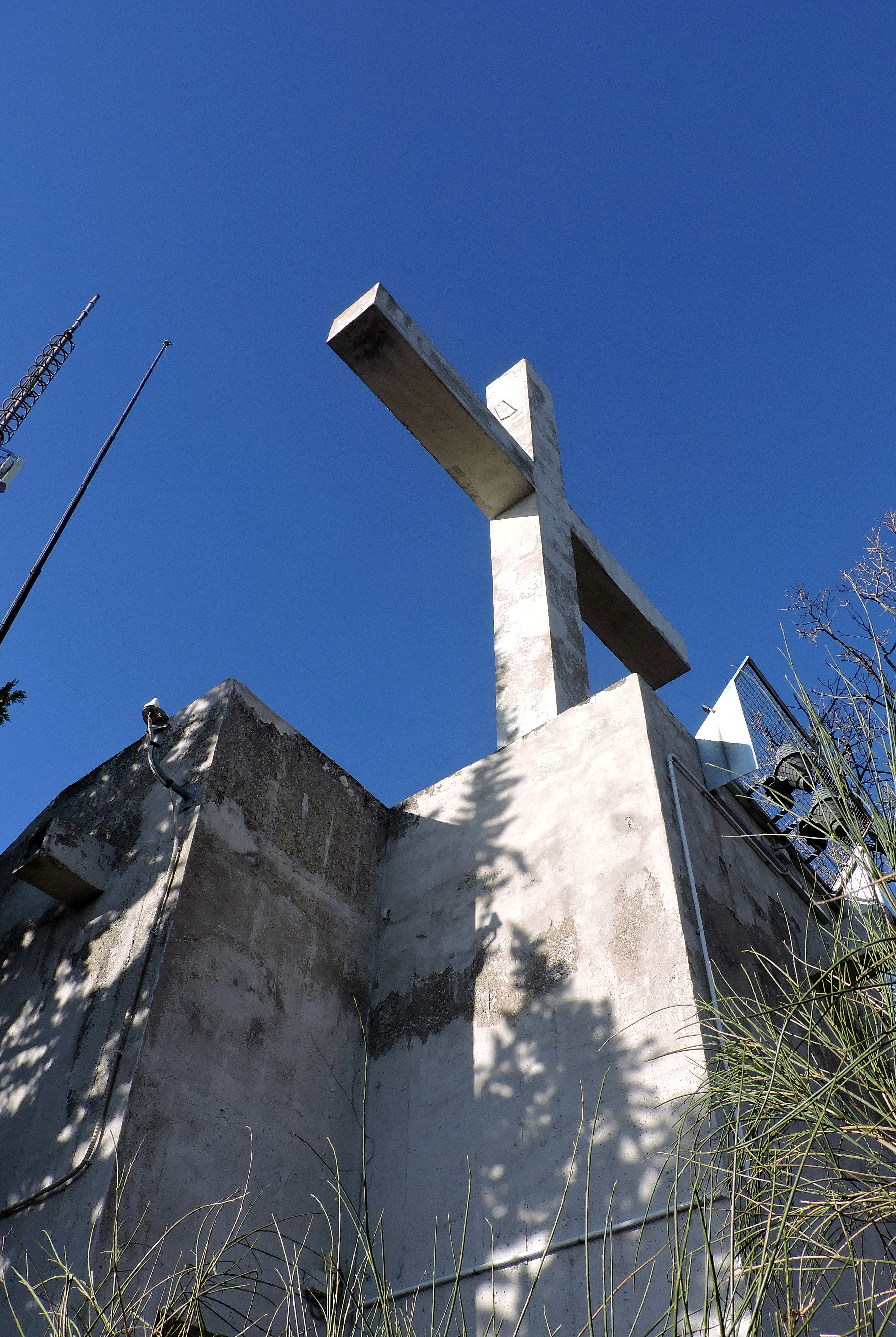
La croce di vetta

Il monte segna, unitamente con altre cime, il crinale spartiacque tra la valle del torrente Sintria (a nord) e la valle del fiume Lamone (a sud). Sulla vetta del monte sorge una grande croce in cemento armato, progettata dall'ingegnere Vincenzo Ferniani, inaugurata il 29 settembre 1901 e dedicata a Cristo redentore.. Nei pressi della sua cima si trova l'importante sito archeologico del Castello di Rontana.

## Accesso alla cima
La cima del Monte di Rontana è facilmente raggiungibile tramite una strada che dall'abitato di Brisighella (posto a circa 105 metri di altitudine) sale e, nel giro di pochi chilometri, porta vicino alla sommità della montagna.